# Camptotypus fenestratus
Camptotypus fenestratus là một loài tò vò trong họ Ichneumonidae.